# Macroeme plana
Macroeme plana là một loài bọ cánh cứng trong họ Cerambycidae.